# World of Warcraft: Battle for Azeroth
World of Warcraft: Battle for Azeroth (с англ. — «Мир военного ремесла: Битва за Азерот») — седьмое дополнение к компьютерной игре World of Warcraft, анонсированное 3 ноября 2017 года на BlizzCon и вышедшее 14 августа 2018 года.
Battle for Azeroth посвящено полномасштабной войне между Альянсом и Ордой. Дополнение повысило максимальный уровень персонажей до 120-го, добавило континенты Кул-Тирас и Зандалар, а также ввело союзные расы — разновидности уже имеющихся игровых рас.

## Нововведения в игровом процессе
Лимит уровня персонажа поднялся до 120-го. В новом дополнении убрано разделение серверов на PvP и PvE: теперь игрок может сам выбирать свой стиль игры независимо от сервера. Включать и выключать PvP-режим можно только в столицах (Штормград для Альянса, Оргриммар для Орды). Расширены опции создания уже имеющихся рас. Теперь игроки могут выбрать прямую осанку для орков и цвет глаз для эльфов крови.
Добавлены новые анимации заклинаний у чернокнижников (анимации других заклинателей были уже изменены в дополнении Legion) и некоторых классов ближнего боя. Планируются очередные изменения классовых специализаций, однако многие основные механики перекочевали в Battle for Azeroth из Legion. Разработчики продолжают работать над созданием уникального стиля боя для каждой специализации. Технология скалирования (масштабирование локаций под текущий уровень персонажа), впервые применённая в Legion, сохранена и в Battle for Azeroth для локаций Кул-Тираса и Зандалара. Скалирование также было применено в зонах предыдущих дополнений при прокачке персонажей низкого уровня.

### Подземелья и рейды
На старте Battle for Azeroth стали доступны 10 новых подземелий, 8 из которых разделены между фракциями и недоступны противоположной вплоть до 120-го уровня.
Значительные изменения коснулись рейдов. В отличие от предыдущих дополнений, в Battle for Azeroth нет рейдовых комплектов и связанных с ними бонусов. По словам разработчиков, эта система изжила себя в современном WoW. Часть функций упразднённых рейдовых комплектов взял на себя специальный артефакт — ожерелье Сердце Азерот. В начале дополнения были добавлены новые рейды и мировые боссы.

### Сердце Азерот
Система артефактов из дополнения Legion получила развитие в виде артефактного медальона Сердце Азерот, который необходимо улучшать на протяжении всего дополнения с помощью ресурса под названием азерит. Прокачка медальона с помощью азерита улучшает 4 предмета экипировки персонажа. Многие способности артефактов предыдущего дополнения остались у героев в виде пассивных способностей.

### Новые режимы
В Battle for Azeroth добавлены 2 новых игровых режима — островные экспедиции и военные фронты.
В режиме экспедиций игрокам предстоит посетить и исследовать многочисленные затерянные острова Великого моря в поисках сокровищ. На островах игрокам необходимо добывать азерит, чтобы улучшать артефакт Сердце Азерот. Экспедиции рассчитаны на быстрое прохождение и имеют 4 режима сложности, в том числе PvP-режим. В этом режиме внедрён новый искусственный интеллект неигровых персонажей. Их поведение непредсказуемо и приближено к поведению игроков. Они обладают уникальными характерами и варьируемой тактикой, учитывающей слабости игрока в процессе боя.
Режим фронтовых сражений является одной из ключевых особенностей Battle for Azeroth. Этот режим представляет из себя PvE-сражения между фракциями, в котором группе из 20 игроков предстоит захватить крепость врага, убив их лидера. Прообразом фронтов является Warcraft III и другие стратегии серии Warcraft. Как и в стратегии в реальном времени, игрокам необходимо строить крепость и нанимать солдат для сражения, причём компьютерный противник будет заниматься ровно тем же. В отличие от стратегий, игроки лично участвуют в сражении, а не наблюдают за ним с высоты птичьего полёта.

### Союзные расы
Одной из главных особенностей Battle for Azeroth стало добавление союзных рас — этнических разновидностей уже имеющихся 13 игровых рас. Всего в игре 10 союзных рас, причём 4 из них тесно связаны с предыдущим дополнением Legion: для Альянса — озарённые дренеи и эльфы Бездны, для Орды — ночнорождённые и таурены Крутогорья. В Battle for Azeroth сторону Альянса заняли дворфы из клана Чёрного Железа, люди Кул-Тираса и механогномы, а сторону Орды — орки маг’хары, зандаларские тролли и вульперы.
Союзные расы начинают игру на 20-м уровне (на 10-м уровне с дополнения Shadowlands), а по достижении 110-го (50-го с дополнения Shadowlands), при соблюдении особых ограничений на прокачку, они получают уникальный комплект расовой брони (традиционную броню) для трансмогрификации. С оформлением предзаказа Battle for Azeroth игроки могли получить ранний доступ к первым четырём союзным расам ещё в дополнении Legion.

## Сюжет
Повествование нового дополнения начинается вскоре после окончания событий Legion. Ценой огромных жертв народам Азерота удалось остановить крупнейшее вторжение Пылающего Легиона и одержать победу на Аргусе. Однако Альянс и Орда оказались не готовы забыть былые обиды, вследствие чего разгорается новая война за ресурсы и влияние, охватившая весь мир. Противоборствующие стороны стремятся завладеть азеритом — ресурсом, появившимся на поверхности мира вскоре после войны с Легионом.
В самом начале новой войны, именуемой «Войной шипов», между фракциями произошли события, которые привели к сожжению мирового древа Тельдрассил и новой битве за Лордерон. По итогам этих сражений Орда заняла доминирующее положение в Калимдоре, а Альянс укрепил свои позиции в Восточных королевствах. Для продолжения конфликта обе стороны критично нуждаются в могущественном флоте.
Поиски новых союзников и флота привели враждующие фракции к ранее изолированным территориям Великого моря: Альянс нашёл помощь у Кул-Тираса — могущественного морского государства, родины Джайны Праудмур. В то же время Орда заключила союз с древней империей Зандалара, прародиной всех троллей.

## Обновления

### 8.1 «Волны возмездия»
Выход обновления на русскоязычные сервера состоялся 12 декабря 2018 года. Обновление продолжило сюжет Battle for Azeroth и обострило противостояние двух фракций, что привело битву на Тёмные берега — новый фронт, где ночные эльфы стремятся вернуть свои земли. Однако, битва не ограничилась одним очагом. Она разрослась по континентам дополнения Battle for Azeroth, и фракции начали совершать вторжения на территорию противника. Помимо этого огонь войны охватил и 2 новых острова для островных экспедиций: владение врайкулов Йорундалль и гилнеасский город Тихая Сень.
Также с новым обновлением продолжилась военная кампания, в игру добавлены традиционные доспехи для эльфов крови и дворфов, появились новые улучшения для азеритовой брони и торговец, у которого можно приобрести дублоны, улучшились награды посланников и системы репутации для разных персонажей на одной учётной записи, обновилась структура заданий на фронтах, переработана система PvP-талантов, изменилась система дополнительного опыта в режиме войны.
Венцом обновления стал рейд «Битва за Дазар’алор», которую игроки в русскоязычном сегменте начали 23 января 2019 года. В новом рейде с девятью боссами война достигла берегов столицы зандаларов. Игрокам предстоит сразиться с видными представителями Орды и Альянса, такими как главный механик Меггакрут, король зандаларов Растахан и лорд-адмирал Кул-Тираса леди Джайна Праудмур, в боях, уникальных для каждой фракции. К тому же, игроки в ходе рейда взглянут на события глазами противоположной фракции.

### 8.1.5
Это обновление, выход которого в русскоязычном сегменте состоялся 13 марта 2019 года, стало весьма насыщенным на разнообразные новинки и нововведения. Главным из них является открытие доступа к новым союзным расам: ряды Альянса пополнили люди Кул-Тираса, а Орды — зандаларские тролли. Нововведения затронули и ярмарку Новолуния: добавлены американские горки. Также ряду изменений подверглись другие праздники, введены и новые. Подземелья дополнения Warlords of Draenor стали доступны в режиме путешествий во времени. В столицах фракций добавлены комнаты с порталами (в Штормграде в башне магов, в Оргриммаре у главных ворот), откуда можно легко попасть во все уголки Азерота. Введены индивидуальные цепочки заданий для каждой профессии. Возвращена бойцовская гильдия с обновлённой системой прогресса и новыми боссами. Масштабные обновления коснулись и самых первых полей боя в World of Warcraft: ущелье Песни Войны и низина Арати. Эпических полей боя стало на одно больше: Озеро Ледяных Оков, добавленное в дополнении Wrath of the Lich King, стало одним из них. Охотников после выполнения цепочки заданий ждёт встреча со старым другом: Хати вернулся.
На русскоязычных серверах 17 апреля 2019 года игрокам стал доступен рейд «Горнило Штормов», представленный всего двумя боссами, прислужниками Древнего бога Н’Зота. В этом рейде акцент сделан на развитии сюжета, нежели на сражении с боссами.

### 8.2 «Возвращение Азшары»
В пылающую войну между Альянсом и Ордой вступили обитатели морских глубин: наги, начав наносить удар за ударом. В этом обновлении, которое вышло в русскоязычном сегменте 26 июня 2019 года, игроки отправились к столице наг Назжатару — новой зоне, поднятой с океанского дна — и стали одними из первопроходцев в этом королевстве. Здесь игрокам предлагаются новые сюжетные задания, знакомства с интересными потенциальными союзниками, сражения с новыми врагами и новые награды — средства передвижения и детёныш наг.
Кульминацией обновления стало сражение с самой Азшарой в ходе нового рейда «Вечный дворец», который распахнул свои врата на русскоязычных серверах 10 июля 2019 года и состоит из восьми боссов. Игрокам предстоит сразиться с войсками Назжатара, неведомыми чудовищами и с самой легендарной королевой всего Азерота.
Также в этом обновлении игрокам открылся Мехагон — древний затерянный город гномов, где располагается новая арена Рободром и мега-подземелье Операция «Мехагон». Существенные изменения коснулись Сердца Азерот. Развитие получили основные действующие лица дополнения: Сильвана, Саурфанг, Джайна, Андуин и Магни. Ещё две расы стали обладателями традиционных доспехов: гномы и таурены. В поле зрения фракций попали 2 новых острова, пригодных для высадки там островных экспедиций: Крестфол из Warcraft II и деревня Цветущей Зимы, населённая пандаренами. Также введён героический уровень сложности для фронта на нагорье Арати, а Ашран, добавленный в дополнении Warlords of Draenor, пополнил список эпических полей боя. Помимо этого ещё одно подземелье теперь можно пройти в режиме битв питомцев: Стратхольм. В этом обновлении начался третий PvP-сезон, а также стали доступны новые PvP-награды и средства передвижения. Игроки теперь могут приобрести новые летающие средства передвижения и получить достижение «Первопроходец Battle for Azeroth, часть 2», которое позволит им летать в зонах Battle for Azeroth.

### 8.2.5
Обновление было приурочено к 15-летию World of Warcraft и вышло на русскоязычных серверах 25 сентября 2019 года. Обновление добавило 3 праздничных рейда, пройдя которые игрок получит уникальное средство передвижения.
Помимо этого на старте обновления были обновлены модели рас дополнения Cataclysm: воргенов и гоблинов. У игроков Альянса появилась возможность выращивать огромную ездовую пчелу. Также в игру добавлен новый сценарий на 5 игроков в катакомбах Каражана, связанный с Гневионом: «Поиски Чёрного принца привели к этому укрытию. Но найдут ли приспешники Н’Зота его первыми?» Помимо новой модели Гневиона, в игре игроки встретятся с обновлёнными моделями Калии Менетил, Зекхана и Валиры Сангвинар, а также Светиком из вселенной Heroes of the Storm. Добавлена цепочка заданий, завершающая военную кампанию. Возобновлена программа «Пригласи друга». В режим путешествий во времени добавлен рейд дополнения Cataclysm «Огненные просторы». Улучшена кооперативная игра: режим синхронизации для групп, возможность повторного прохождения заданий с друзьями и смягчение ограничений по уровню в подземельях и рейдах.

### 8.3 «Видения Н’Зота»
В этом обновлении, которое вышло на русскоязычные сервера 15 января 2020 года, Древний бог Н’Зот наконец высвободился от некогда сдерживаемых его оков и начал воплощать в жизнь свои замыслы. Он подверг атакам сооружения титанов, которые являются ключом к контролю над Н’Зотом, а также наслал на обитателей Азерота свои ужасные видения.
Это обновление добавило в игру две новые союзные расы: для Альянса — механогномы, для Орды — вульперы, и традиционные доспехи для рас дополнения Cataclysm: воргенов и гоблинов. Фронт за Тёмные берега стал доступен в героическом режиме, а также начался четвёртый PvP-сезон. В значительной степени переработано функционирование аукциона. Помимо этого данное обновление добавило в игру множество моделей различных персонажей, в том числе и Древнего бога Н’Зота. Переработке подверглось поле боя «Каньон Суровых Ветров», который стал более похож на низину Арати, а также появилась новая потасовка «Кишащие острова». Помимо этого ещё одно подземелье теперь можно пройти в режиме битв питомцев: Глубины Чёрной горы. Те, кто оформил предзаказ дополнения Shadowlands, теперь могут создать любого персонажа рыцарем смерти.
Также игрокам предстоит отправиться в Ни’алоту, Пробуждающийся Город — рейд, состоящий из 12 боссов, среди которых будут давние союзники и враги, представляющие собой осквернённые версии самих себя: Гневион, Ра-ден, королева Азшара, Вексиона и даже Ил’гинот — где состоится битва за Азерот с самим Н’Зотом.

## Разработка
Дополнение Battle for Azeroth было анонсировано 3 ноября 2017 года на BlizzCon. Крайним сроком выхода дополнения было назначено 21 сентября 2018 года, позже была объявлена дата выхода — 14 августа 2018 года. 17 января 2018 года на игровых серверах было запущено обновление 7.3.5, которое стало сюжетным эпилогом Legion и ввело некоторые особенности Battle for Azeroth — в частности, скалирование низкоуровневых локаций. 30 января 2018 года стал доступен предзаказ дополнения, который предоставляет игрокам ранний доступ к разблокированию первых четырёх союзных рас и мгновенное повышение уровня персонажа до 110-го.
26 января на тестовые игровые миры было установлено обновление 8.0, а в феврале началось закрытое альфа-тестирование Battle for Azeroth, где тестерам был открыт доступ к некоторым локациям и подземельям Кул-Тираса и Зандалара, а также возможность испытать механики и обновлённые анимации классов. 24 апреля началось бета-тестирование Battle for Azeroth. 18 июля 2018 года вышло обновление, предшествующие выходу Battle for Azeroth, вводящие новую механику и запускающее события, предваряющее сюжет нового дополнения.

## Критика
| Сводный рейтинг    | Сводный рейтинг |
| Агрегатор          | Оценка          |
| ------------------ | --------------- |
| GameRankings       | 79,54 %         |
| Metacritic         | 79/100          |
| Иноязычные издания |                 |
| Издание            | Оценка          |
| Destructoid        | 8/10            |
| Game Informer      | 8,75/10         |
| GameSpot           | 7/10            |
| IGN                | 8/10            |
| PC Gamer (UK)      | 86/100          |
| Digital Trends     | 86/100          |
| PC World           | [ 43 ]          |
| The Escapist       | 8/10            |
| Softpedia          | 8,5/10          |
| PCGamesN           | 8/10            |

Согласно заявлениям Blizzard, было продано свыше 3,4 млн копий дополнения за первый день релиза, что сделало его самым быстро распродаваемым дополнением World of Warcraft.
Отзывы критики также были достаточно высоки, средний балл на Metacritic составил 79 %. Дополнение получило награду Gamers’ Choice Awards 2018 года в номинации «Fan Favorite MMORPG».